# Ligne de Paris-Est à Mulhouse-Ville
La ligne de Paris-Est à Mulhouse-Ville, dite ligne de Paris à Mulhouse, est une ligne de chemin de fer française à écartement standard et à double voie non électrifiée sur la plus grande partie de son parcours. Elle relie Paris à Mulhouse, via Troyes, Chaumont, Vesoul, Lure et Belfort.
Ouverte par étapes de 1856 à 1858 par la Compagnie des chemins de fer de l'Est, elle était régulièrement parcourue par les Trans-Europ-Express (TEE) reliant Paris à la Suisse, jusqu'à l'ouverture de la LGV Est européenne en 2007 puis de la branche Est de la LGV Rhin-Rhône en 2011, qui lui ont fait perdre l'essentiel de son trafic de grandes lignes. Elle assure en 2012 essentiellement un trafic à vocation régionale, ainsi que de banlieue en Île-de-France (Transilien Paris-Est).
Elle constitue la ligne no 001 000 du réseau ferré national.
À l'époque de la Compagnie des chemins de fer de l'Est, elle était numérotée « ligne 40 ». Dans l'ancienne nomenclature de la région Est de la SNCF, elle était numérotée « ligne 4 » et désignée en tant que « Ligne Paris – Bâle ».
Depuis le 1er janvier 2018, la région Grand Est est l'autorité organisatrice de transports pour le service Paris – Troyes – Belfort (trains de nouveau prolongés jusqu'à Mulhouse), selon un protocole conclu entre l'État, les régions Grand Est, Bourgogne-Franche-Comté et l'établissement public Île-de-France Mobilités.

## Historique
Par le décret du 17 août 1853, la Compagnie du chemin de fer de Paris à Strasbourg se voit concéder une ligne de Paris à Mulhouse avec son embranchement vers Coulommiers, ainsi que deux autres lignes, de Nancy à Gray par Épinal, et de Paris à Saint-Maur via Vincennes. Cet ensemble est à réaliser par la Compagnie, à ses risques et périls, et ce, sans les subventions et garantie d'intérêt accordées avec les concessions de 1852.
Sur les neuf premiers kilomètres, la ligne ne fait qu'emprunter la ligne de Paris-Est à Strasbourg-Ville. À partir de Noisy-le-Sec, le tracé est établi par Nogent-sur-Seine, Troyes, Chaumont, Langres, Vesoul et Belfort. Sur 71 kilomètres, il emprunte, de Flamboin-Gouaix à Troyes, la ligne de Montereau à Troyes, déjà construite en 1848, et que la Compagnie est autorisée à racheter, mais avec obligation de rembourser le prêt de trois millions de francs consenti par le Trésor à la Compagnie du chemin de fer de Montereau à Troyes. Le tracé est commun sur 33 kilomètres de Chaumont à Langres avec la ligne de Blesme à Gray, restant à construire, également acquise par la Compagnie, qui renonce à la garantie d'intérêt résultant du décret de concession de mars 1852.
Le 28 septembre 1853, la Compagnie du chemin de fer de Paris à Strasbourg devient la Compagnie des chemins de fer de l'Est ; son capital social est porté de 125 à 250 millions de francs. À cette occasion, la longueur exacte de la ligne est dévoilée : elle relie Paris à Mulhouse par un tracé de 481 kilomètres, au lieu de 630 par Strasbourg. Il faut en construire 381 kilomètres, pour un montant officiellement estimé en 1852 à 101,2 millions de francs, soit 275 000 francs du kilomètre. La ligne se débranche de la ligne de Paris-Est à Strasbourg-Ville après la gare de Noisy-le-Sec, à neuf kilomètres de la capitale. Elle rejoint la ligne de Strasbourg-Ville à Saint-Louis au niveau de Mulhouse. Les travaux, qui nécessitent quatorze millions de mètres cubes de terrassements, sont confiés à l'entreprise de MM. Parent et Shaken, le tracé étant réparti en quatre sections : de Noisy-le-Sec au chemin de fer de Montereau à Troyes, de Troyes à Chaumont, de Langres à Vesoul, et de Vesoul à Mulhouse.
La ligne est ouverte par étapes de 1856 à 1858.

### De Paris-Est à Noisy-le-Sec
Le premier tronçon, abritant également les relations de Bondy vers Strasbourg, a subi, lors de la 1re étape « Eole », un profond remaniement, afin de séparer ces deux courants de circulation dans le sens impair, courants affectés d'un cisaillement gênant entre les trains à destination de Villiers-sur-Marne et ceux au-delà de Chelles au niveau de la bifurcation Noisy-le-Sec. De même, il y a eu anticipation au doublement du souterrain de La Villette, par abaissement du radier ainsi que du désaxement de l'ancienne voie, afin d'éviter toute fausse manœuvre, en l'occurrence un profond et coûteux remaniement des voies, côté trémies du RER E, à l’horizon TGV Est.

### De Noisy-le-Sec à Nogent-sur-Marne
Le premier tronçon propre à la ligne n'est long que de six kilomètres. Il a son origine en gare de Noisy-le-Sec à 9 km de Paris où il se détache de la ligne de Paris-Est à Strasbourg-Ville, suit le vallon de Rosny et atteint Nogent sur le coteau dominant la rive droite de la Marne. La station terminus provisoire se situe au sud du village, à proximité du futur viaduc jeté sur la vallée. Le tronçon est inauguré le 7 juillet 1856 : huit allers-retours relient Paris à Nogent les jours ouvrables, quinze les dimanches et jours fériés, avec l'importante fréquentation des Parisiens flânant dans la vallée de la Marne. Les trains desservent Pantin, Noisy-le-Sec et Rosny-sous-Bois.

### De Nogent-sur-Marne à Nangis

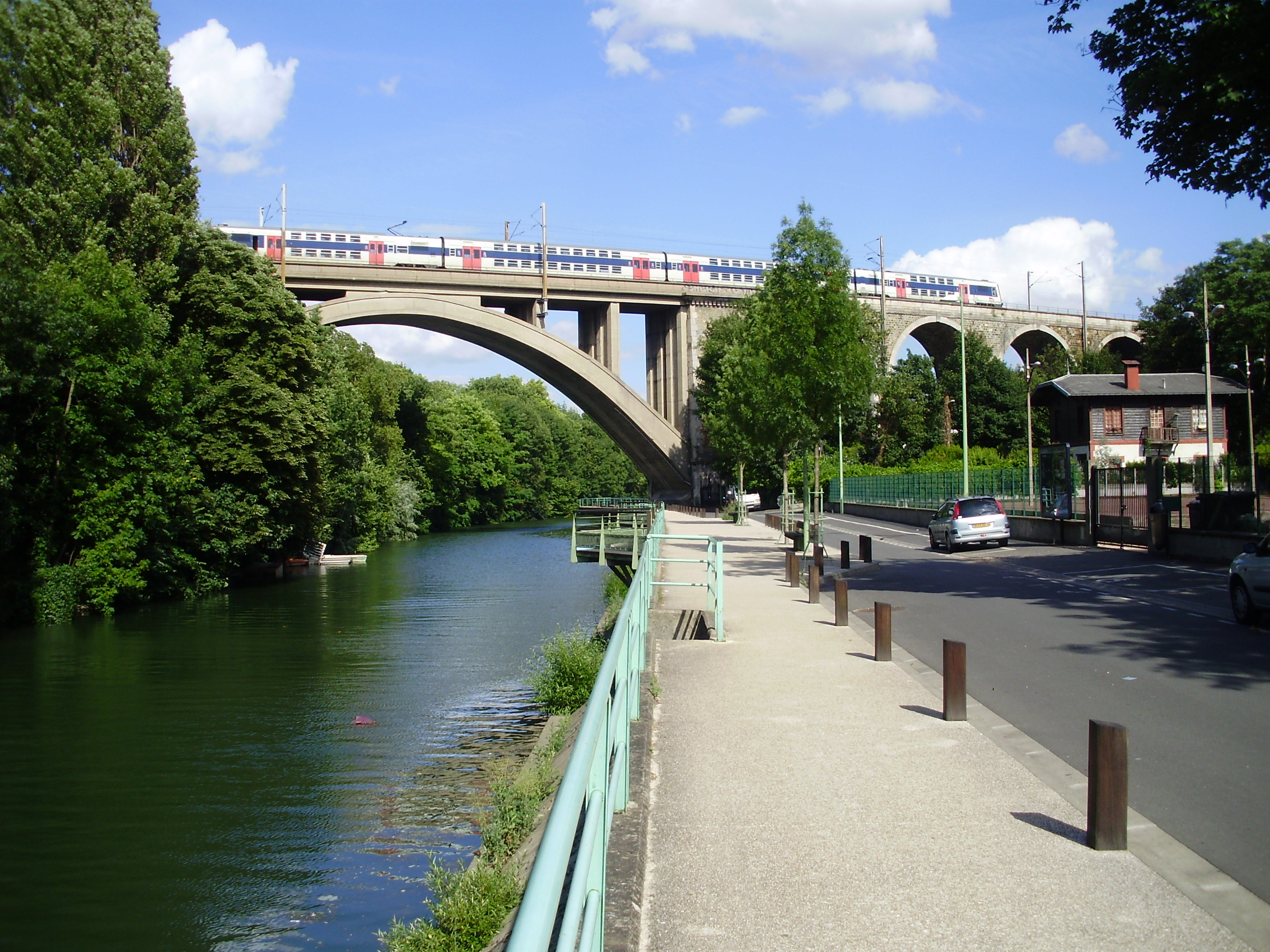
Viaduc ferroviaire de Nogent-sur-Marne, vu depuis le quai du Viaduc à Champigny-sur-Marne.

Entre Nogent-sur-Marne et Nangis (53 kilomètres), la ligne se situe pour l'essentiel sur le plateau de la Brie, calcaire et meulièrisée en surface, et comprend de longues sections rectilignes à travers bois et champs. Elle ne nécessite aucun ouvrage d'importance ; seuls quelques ponceaux sont réalisés pour le franchissement de rus, ainsi que de nombreux passages à niveau. Toutefois, le franchissement de la vallée de la Marne à Nogent impose la réalisation d'un ouvrage remarquable, un ensemble pont-viaduc de près de mille mètres de développement, possédant quatre arches en plein cintre de cinquante mètres de diamètre, de vingt-cinq mètres de hauteur, supportées par des piles de sept mètres de largeur. Celles-ci forment un pont sur les deux bras de la Marne et l'Île des Loups. Le viaduc proprement dit est constitué de vingt-cinq arches de quinze mètres d'ouverture et de vingt mètres de hauteur. Il se prolonge par un viaduc identique de cinq arches sur la rive gauche.
La ligne atteint Nangis le 9 février 1857 : les neuf gares intermédiaires restent, pour certaines, inachevées. Dès avril 1857, la ligne atteint Chaumont.

### De Nangis à Chaumont
Le 25 avril 1857, la ligne atteint la bifurcation de Flamboin, sur la ligne de Montereau à Troyes ouverte en 1848, et achève la traversée du plateau de la Brie. Elle descend vers la vallée de la Seine par le vallon de Saint-Loup. Des glissements de terrain, dus à un sol argileux à flanc de coteau, empêchent le maintien de tranchées ouvertes, et imposent la réalisation du tunnel des Bouchots de 105 mètres de long. Ce tunnel, détruit en 2019, débouche sur la vallée de la Voulzie, que la ligne franchit par un viaduc de 487 mètres de long et de 20,70 mètres de haut. Formé de 47 arches de neuf mètres d'ouverture, il est fondé en pleine tourbe sur pilotis.
La ligne de Montereau à Troyes, réutilisée sur soixante-et-onze kilomètres, est modernisée ; elle est mise à double voie, et ses stations sont également agrandies pour faire face à l'augmentation du trafic. Au sud, l'ancienne gare en impasse de Troyes est abandonnée : un nouvel itinéraire est réalisé, permettant de créer un tronc commun sur quatre kilomètres environ avec l'embranchement prévu vers Bar-sur-Seine, concédé à la Compagnie de l'Est le 21 janvier 1857.

### Après 1871
Consécutivement au rattachement de l'Alsace-Lorraine à l'Empire allemand, la gare de Montreux-Vieux est agrandie et devient une gare frontière. Une nouvelle gare est construite côté français à Petit-Croix. La section de Montreux-Vieux à Mulhouse est gérée par la Direction générale impériale des chemins de fer d'Alsace-Lorraine et les trains y circulent à droite selon la norme allemande.
Lorsque l'Alsace et la Moselle redeviennent françaises au lendemain de la Première Guerre mondiale, un saut-de-mouton est construit à Illfurth pour permettre le changement de sens de circulation des trains. Il est détruit vers 1970, le changement de sens s'effectuant désormais en gare de Mulhouse.
Dans le cadre d'un ajustement des limites entre les réseaux de la Compagnie des chemins de fer de l'Est et de l'Administration des chemins de fer d'Alsace et de Lorraine, par une convention signée le 1er octobre 1930 entre le ministre des Travaux publics et les compagnies, l'État attribue à l'Administration des chemins de fer d'Alsace et de Lorraine la concession de la section de ligne entre l'ancienne frontière et Belfort. Cette convention est approuvée par une loi le 8 juillet 1933.

### L'arrivée du Trans-Europ-Express
Lancé le 2 juin 1957 sur la ligne entre Paris-Est et Zurich (via Troyes, Mulhouse et Bâle), le TEE L'Arbalète fait partie des premières lignes Trans-Europ-Express de la SNCF. Les matériels engagés étaient des RGP1 (X 2700 + X 2770) de la SNCF, puis une rame diesel néerlando-suisse (CFF/NS) en 1964, et enfin la locomotive CC 72000 tractant des voitures Mistral 69 .
À l'époque des RGP, la rame était composée en tête d'une RGP1 TEE rouge Paris-Bâle à laquelle était accouplée une RGP1 verte en queue, celle-ci étant limitée au parcours Paris-Mulhouse.
Ce TEE a effectué son dernier voyage entre Paris-Est et Zurich le 26 mai 1979.

### Intercités puis TER
Après l'arrêt de la liaison jusqu'à Zurich, les TEE sont remplacés par des trains Corail (finalement appelés Intercités) Paris – Troyes – Belfort – Mulhouse (Bâle jusqu'en 2007), tractés par des locomotives CC 72000. Ces locomotives deviendront des CC 72100 par re-motorisation (pour respecter de nouvelles normes environnementales).
Le 21 avril 2015, un train Intercités reliant Belfort à la gare de l'Est percute un convoi exceptionnel bloqué sur le passage à niveau no 41 situé juste avant la gare de Nangis, en Seine-et-Marne, et déraille dans la gare, montant partiellement sur le quai. L'accident fait trois blessés graves.
Courant 2017, des rames Coradia Liner (B 85000) circulent avec les dernières CC 72100 sur la ligne, puis ces dernières sont totalement retirées du service en août de la même année.
Depuis le 1er janvier 2018, ces Intercités ont été repris par la région Grand Est ; ils sont devenus des TER le 1er septembre de la même année.

## Description

### Principaux ouvrages

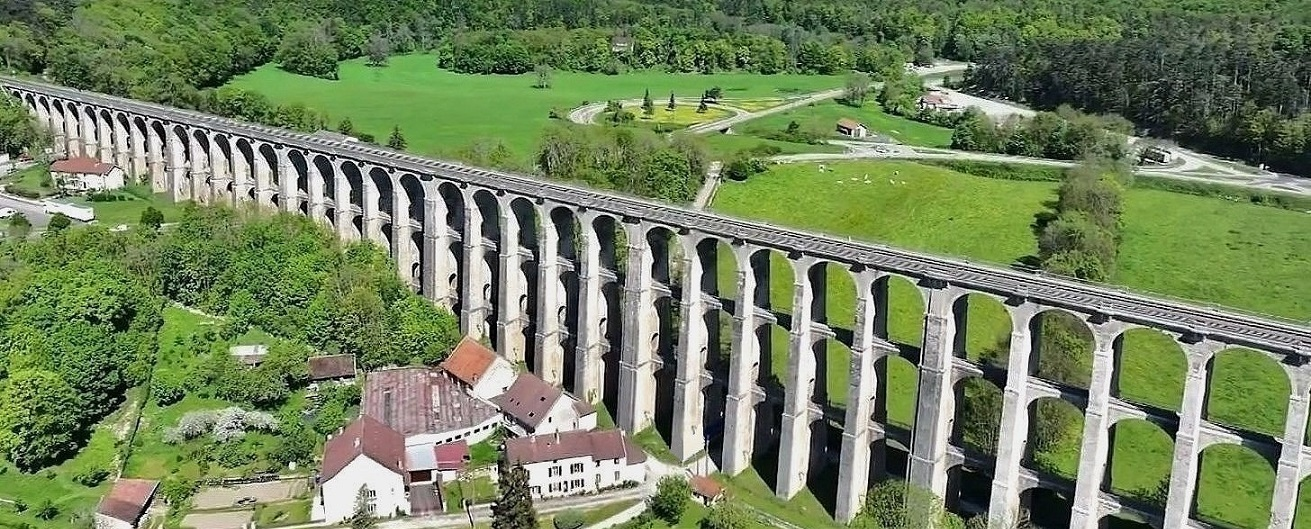
Le viaduc de Chaumont.

La ligne comporte plusieurs ouvrages d'art d'importance : huit viaducs, quatorze grands ponts, sept tunnels totalisant près de cinq kilomètres.
Le viaduc de Chaumont, remarquable viaduc en maçonnerie à trois niveaux d'arches, situé à l'ouest de la gare de Chaumont permet de franchir la vallée de la Suize. Il date de 1856.

### Équipement et électrification
La ligne a été partiellement électrifiée en 25 kV – 50 Hz :
- de Paris-Est à Noisy-le-Sec, le 22 mai 1962 ;
- de Noisy-le-Sec à Gretz-Armainvilliers, dans la banlieue parisienne, le 13 décembre 1973 ;
- de Gretz-Armainvilliers à Nogent-sur-Seine, le 3 juillet 2022 ;
- de Culmont - Chalindrey à la bifurcation de Chaudenay, le 30 juin 1964 ;
- de Belfort à Mulhouse-Ville, le 10 septembre 1970.

Des projets d'électrification sont indiqués à la section « L'impact du TGV Est », ci-après.

### Vitesses limites
Les vitesses limites de la ligne en 2012 pour les AGC, en sens impair, sont indiquées dans le tableau ci-dessous ; toutefois, les trains de certaines catégories, comme les automotrices de banlieue en région parisienne ou les trains de marchandises, sont soumis à des vitesses limites plus faibles.
| De (PK)                        | À (PK)                         | Limite (km/h) |
| ------------------------------ | ------------------------------ | ------------- |
| Paris-Est                      | PK 0,9                         | 30            |
| PK 0,9                         | Villiers-sur-Marne (PK 20,7)   | 130           |
| Villiers-sur-Marne (PK 20,7)   | Gretz-Armainvilliers (PK 38,3) | 140           |
| Gretz-Armainvilliers (PK 38,3) | PK 55,4                        | 150           |
| PK 55,4                        | PK 85,5                        | 160           |
| PK 85,5                        | Flamboin-Gouaix (PK 95,1)      | 150           |
| Flamboin-Gouaix (PK 95,1)      | Vauchonvilliers (PK 204,8)     | 160           |
| Vauchonvilliers (PK 204,8)     | Bar-sur-Aube (PK 220,6)        | 150           |
| Bar-sur-Aube (PK 220,6)        | PK 259                         | 160           |
| PK 259                         | Tunnel de Culmont (PK 303,8)   | 140           |
| Culmont-Chalindrey (PK 307,6)  | Vitrey-Vernois (PK 335,8)      | 140           |
| Vitrey-Vernois (PK 335,8)      | Pont sur l'Amance (PK 344)     | 130           |
| Pont sur l'Amance (PK 344)     | Genevreuille (PK 409,4)        | 140           |
| Genevreuille (PK 409,4)        | PK 418,8                       | 160           |
| PK 418,8                       | Belfort (PK 442,7)             | 140           |
| Belfort (PK 442,7)             | Brunstatt (PK 487,5)           | 160           |
| Brunstatt (PK 487,5)           | Mulhouse-Ville (PK 490,9)      | 140           |

La voie 1B4 de Pantin (km 5,6) à Nogent - Le Perreux est limitée à 120 km/h, la voie 1 Bis d'Émerainville à Roissy-en-Brie à 100 km/h pour tous types de trains.

### L'impact du TGV Est
La traction des trains phares de la ligne a été assurée par des locomotives à vapeur 141 P. Puis vint la diéselisation, avec les A1AA1A 68500 (sous-série des A1AA1A 68000), puis les puissantes CC 72000 (toutes du dépôt de Chalindrey), dont les fumées furent mises en cause par les riverains, notamment ceux de l'Est parisien, ce qui engendra la modernisation de certaines et leur transformation en CC 72100. Dans les années 2010, la ligne est desservie essentiellement en trafic voyageurs par des CC 72100, ainsi que des autorails à grande capacité (AGC) Diesel ou bimodes.
Entre Paris-Est, Longueville (et Provins), le réseau Transilien était totalement assuré depuis fin 2008 jusqu'à mi-2022 par des B 82500 qui avaient remplacé les rames inox omnibus (RIO) réversibles, remorquées par des BB 67400.
Pour le fret, des BB 75000 sont dans les années 2010 de plus en plus présentes, en remplacement des BB 67400 ; des BB 69200 et BB 69400 y sont également présentes régulièrement.
Le 10 juin 2007, la mise en service de la première section de la LGV Est européenne, entre Vaires-sur-Marne et Baudrecourt, utilisée par les TGV entre Paris-Est et Strasbourg puis au-delà, entraine une très forte diminution des trains Intercités de la ligne, remplacés par les TER des différentes régions traversées. En effet, Mulhouse et Bâle sont reliées plus rapidement par cette liaison TGV, malgré l'important détour occasionné.
Le 10 avril 2014, Guillaume Pepy, le président de la SNCF, a indiqué que « le projet d'électrification Paris-Est – Troyes n'est plus programmé » mais qu'« il n'est pas abandonné pour autant ». Il s'est ainsi exprimé devant plusieurs journalistes, au siège de l'entreprise à Saint-Denis. La mise en service initialement prévue en 2017 était donc retardée, sans nouvelle échéance fixée. Plusieurs raisons expliquaient cette situation :
- le financement n'est pas « bouclé » pour engager les travaux, dont la part de l'État ;
- les collectivités territoriales hésitent à investir, ne sachant pas quel sera exactement le périmètre de leurs territoires ;
- il devient nécessaire de réexaminer les estimations du projet définitif.

Le 13 septembre 2016, le protocole de cette électrification est signé à Romilly-sur-Seine, entre SNCF Réseau et les collectivités locales concernées, dans le cadre des contrats de plan 2015-2020. D'un coût de 320 millions d'euros, le chantier consistera notamment à démolir un tunnel, mettre au gabarit 41 ouvrages d'art, installer 320 kilomètres de caténaire supportés par 6 000 poteaux et créer ou adapter deux sous-stations.
Par ailleurs, l'électrification entre Lure et Belfort est demandée par des élus de Lorraine et de Franche-Comté, pour créer une radiale entre les LGV Est et Rhin-Rhône en prolongement de la ligne de Blainville - Damelevières à Lure.
En novembre 2016, les régions Île-de-France, Bourgogne-Franche-Comté et Grand Est se sont engagées à reprendre le trafic « Intercités ». Cinq allers-retours devraient circuler entre Paris et Belfort, et quatre d'entre-eux devraient être prolongés jusqu'à Mulhouse. Depuis 2017, les rames Coradia Liner (version grandes lignes du Régiolis d'Alstom) ont commencé à circuler et remplacer les rames Corail tractées par les CC 72100. Bimodes, ces rames circulent sous caténaires de Paris à Troyes à partir de 2022, puis en mode thermique jusqu'à Belfort, et de nouveau en mode électrique pour les trains prolongés jusqu'à Mulhouse.
Dès le 3 janvier 2019, les travaux d'électrification de la ligne ont commencé sur les 128 km à double voie entre Gretz-Armainvilliers et Troyes, ainsi que sur l'antenne de 7 km à voie unique de Longueville à Provins. Ils se sont déroulés sur la section Gretz – Longueville – Nogent-sur-Seine (y compris l'antenne vers Provins) jusqu'en 2022, la section de Nogent-sur-Seine à Troyes étant prévue pour une mise en service en 2027. Le premier chantier important est la démolition du tunnel des Bouchots, ce qui a nécessité d'interrompre le trafic ferroviaire pendant six semaines durant l'été 2019.
Le 21 décembre 2021, Jean-Baptiste Djebbari, ministre délégué, chargé des Transports, avait indiqué que la mise en service de la phase 1 de l'électrification de Gretz-Armainvilliers à Longueville était prévue pour octobre 2022.
En raison de la crise sanitaire, le chantier a été retardé. La mise en service de l'électrification de Gretz à Nogent-sur-Seine, y compris l'antenne vers Provins, a eu lieu le 3 juillet 2022,.

### Trafic et desserte
La ligne a vu sa desserte modifiée en 1994 lorsqu'il a été décidé de supprimer les omnibus entre Gretz-Armainvilliers et Troyes.
De Gretz-Armainvilliers à Longueville, une desserte de type semi-directe a été conservée alors qu'entre Longueville et Troyes, seules les gares de Nogent-sur-Seine et Romilly-sur-Seine subsistent pour le trafic voyageurs et ne sont plus desservies que par les TER Champagne-Ardenne et certains trains Intercités.
En Île-de-France, les arrêts suivants, dans l'ordre d'éloignement depuis Paris, ont été fermés ou l'étaient déjà : Villepatour-Presles, Ozouer-le-Voulgis, Grandpuits, Rampillon et Maison-Rouge.
Les dessertes régionales au départ de Longueville pour Troyes et vice-versa ont été supprimées, les dernières étaient assurées par des éléments automoteurs doubles (EAD).
Le fret représente les deux tiers du trafic de la ligne.
Jusqu'au 9 juin 2007 circulaient des trains Intercités de Paris-Est à Bâle CFF, héritage de grands trains internationaux tels L'Arbalète. Ceux-ci ont été limités à Mulhouse-Ville voire Belfort, le lendemain, lors de la mise en service de la LGV Est, et le train de nuit qui reliait Paris à Coire par Zurich a été supprimé.
La mise en service de la LGV Rhin-Rhône en 2011 a contribué un peu plus au recul des trafics en reportant les Belfortains vers la gare de Belfort - Montbéliard TGV et de nouveaux TGV directs via Dijon ; de même, les voyageurs à destination de Vesoul se voient offrir une correspondance par autocar depuis la nouvelle gare de Besançon TGV.
Depuis la mise en service du premier tronçon de cette ligne à grande vitesse, les TGV empruntent une partie de la ligne de Paris-Est à Mulhouse entre Petit-Croix et Mulhouse. En conséquence, l'exploitation du TER Alsace de Belfort à Mulhouse a été réorganisée pour faire cohabiter l'ensemble des trains. Ceci implique la fermeture des trois gares de Valdieu, Ballersdorf et Brunstatt, afin de réduire les temps de parcours des TER. Il était également prévu la fermeture de la gare de Flaxlanden, mais celle-ci a pu être sauvée à la suite de discussions et grâce à la mobilisation des riverains par le biais d'une pétition. La SNCF et la région Alsace espèrent pouvoir rouvrir ces gares lors de la mise en service de la seconde phase de la LGV Rhin-Rhône entre Petit-Croix et Lutterbach.
La desserte voyageurs selon les sections est assurée, en 2018, par les services commerciaux suivants :
- le RER E, de Paris (notamment via la gare de Magenta) à Gretz-Armainvilliers (vers Tournan) ;
- le Transilien P Sud, de Gretz-Armainvilliers (exclue) à Longueville (vers Provins) ;
- le Transilien P Sud, de Tournan à Coulommiers ;
- les TER Grand Est, de Paris-Est à Culmont-Chalindrey ;
- les autocars TER Bourgogne-Franche-Comté, de Culmont-Chalindrey à Vesoul (pour la desserte des gares intermédiaires, toutes fermées) ;
- les TER Bourgogne-Franche-Comté, de Vesoul à Belfort ;
- les TER Grand Est, de Belfort à Mulhouse-Ville ;
- les TER à long parcours (ex-Intercités[14]), de Paris-Est à Belfort et Mulhouse-Ville.

Après l'électrification de Gretz-Armainvilliers à Troyes, seule la capacité des rames va être améliorée, le confort des rames Francilien étant plus spartiate, sans compter la disparition des sanitaires ce qui semble être une régression pour certains clients.
 De plus, il faudra attendre 2027 et la troisième voie en gare de Villiers - Champigny - Bry pour voir arriver une amélioration de la desserte Paris-Provins ou Paris-Coulommiers avec l'ouverture de la station de la ligne 15 Sud. Cette correspondance vers Pont de Sèvres permettra de rallier treize axes lourds (de type métro, RER ou Transilien) et cinq axes légers (de type tramway), sans effectuer un détour d'une vingtaine de kilomètres.

## Galerie de photographies

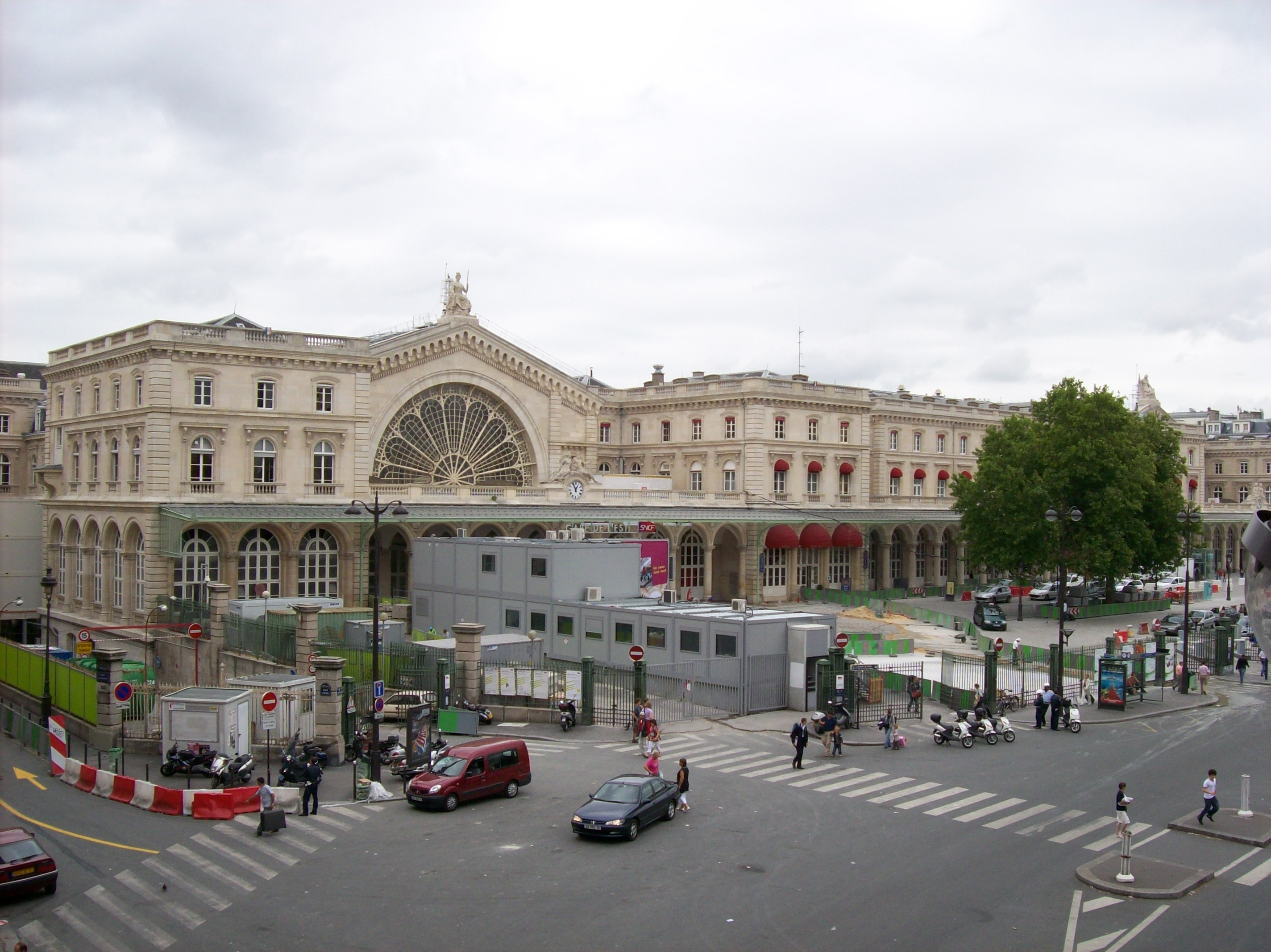
Gare de Paris-Est.
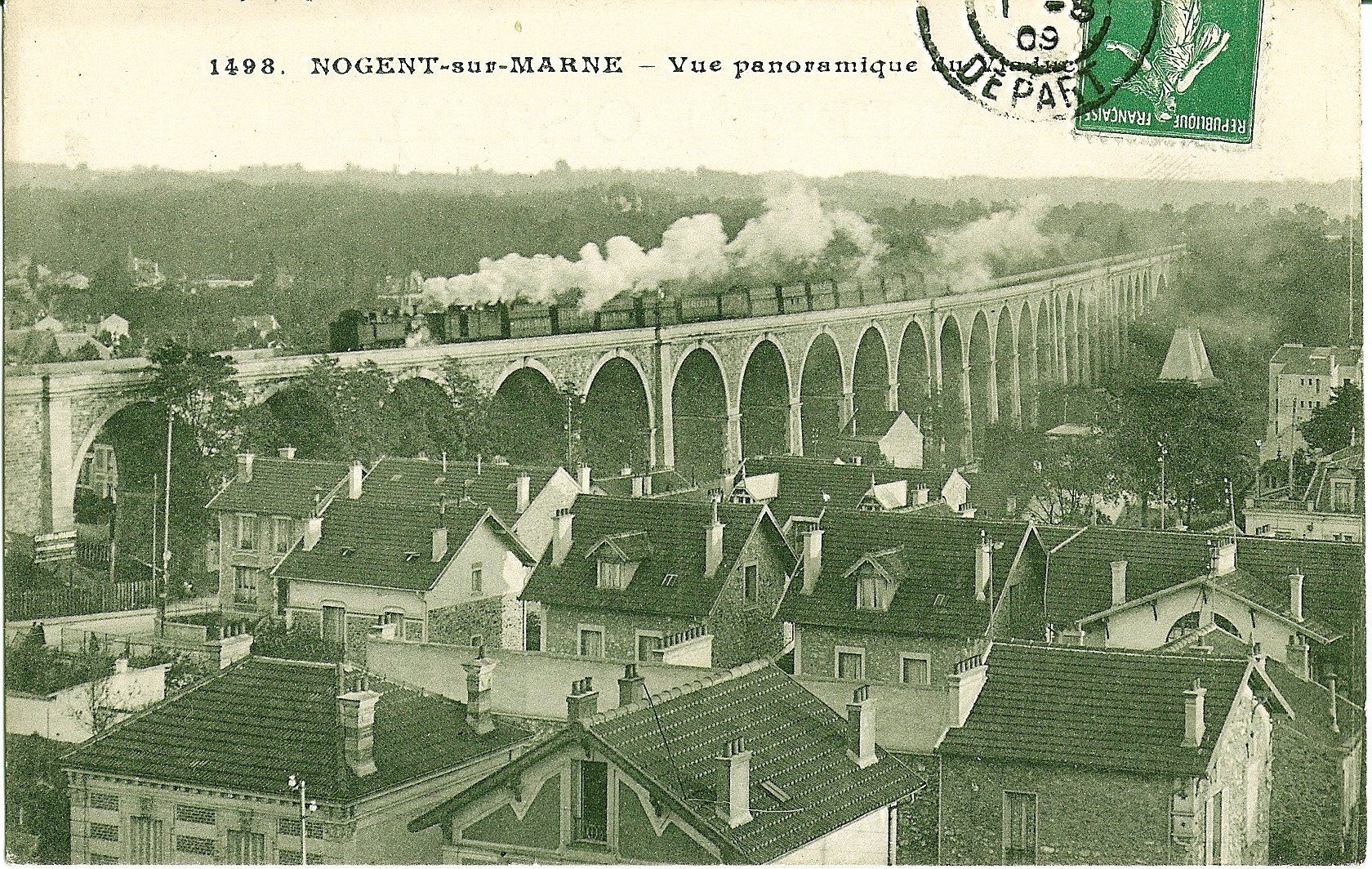
Le viaduc de Nogent-sur-Marne est commun avec la ligne de Grande Ceinture. Avec ses 830 mètres, il permet de franchir la vallée de la Marne.
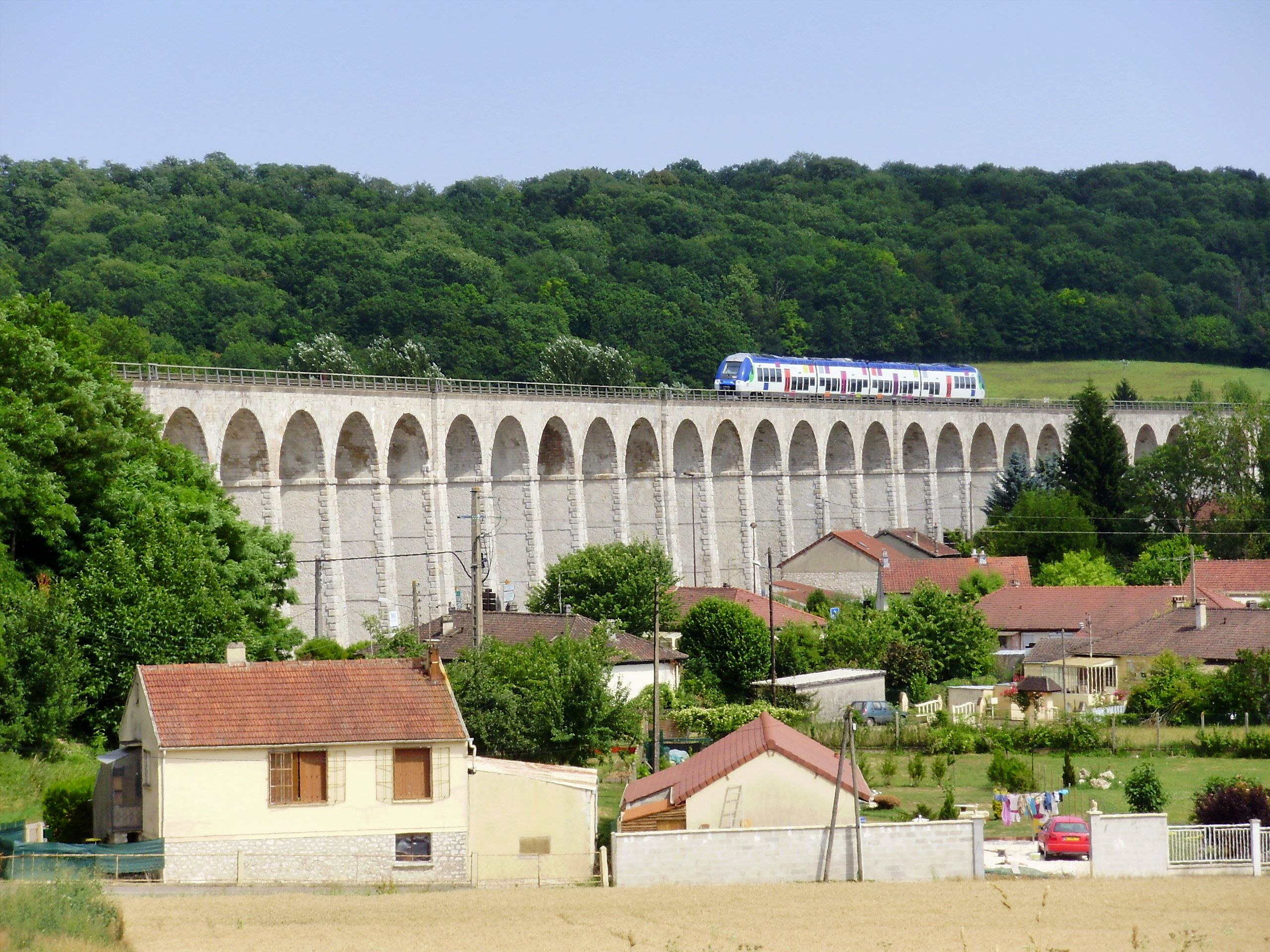
Viaduc de Longueville, avec une rame B 82500 pour Paris-Est.
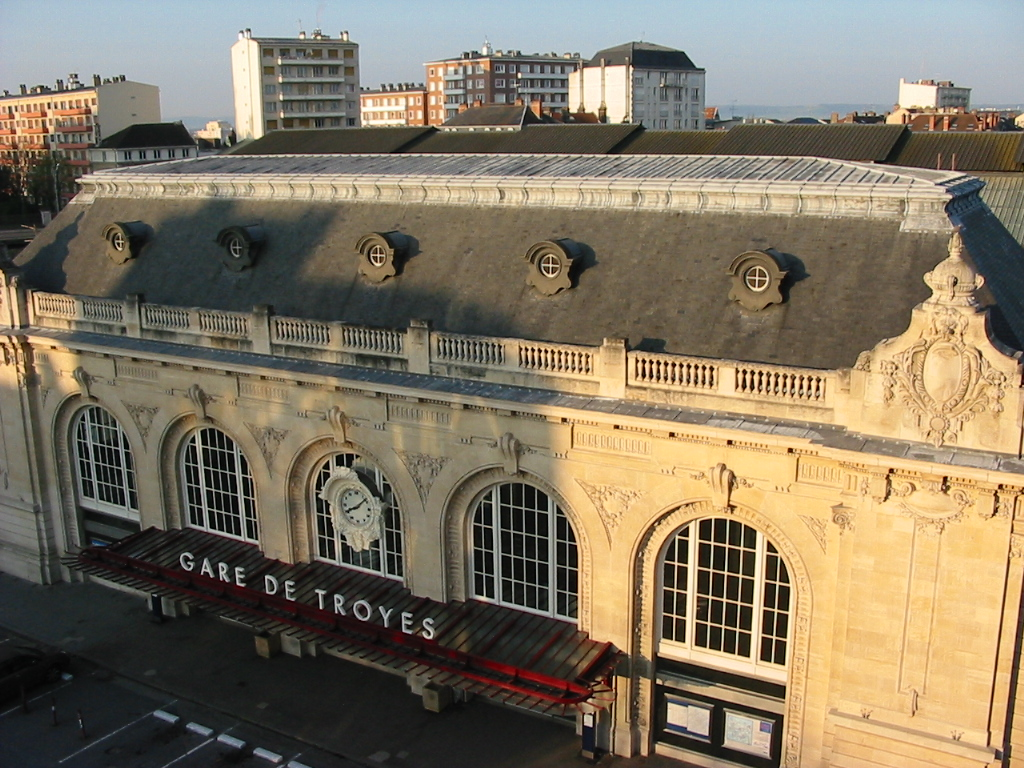
Gare de Troyes.

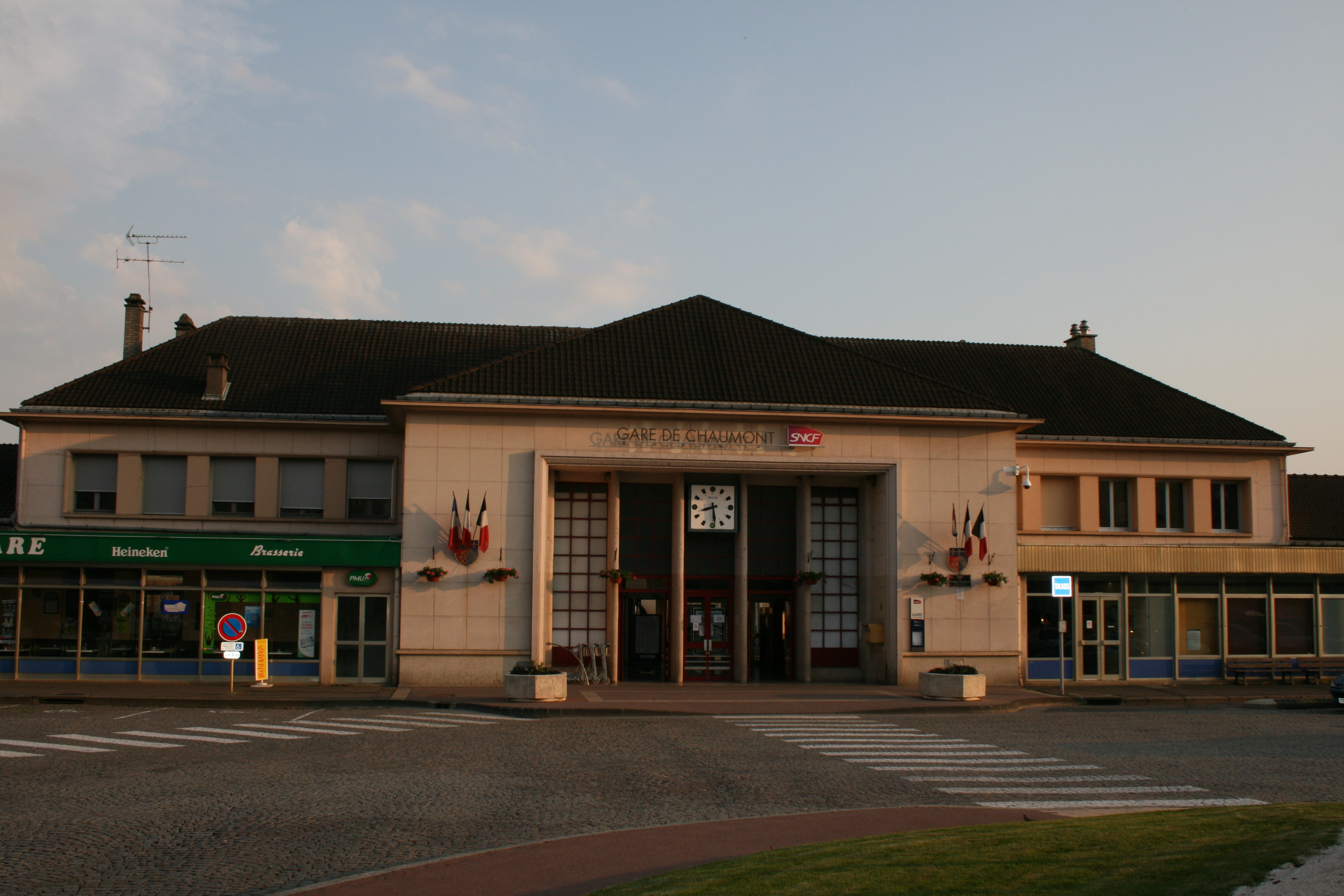
Gare de Chaumont.
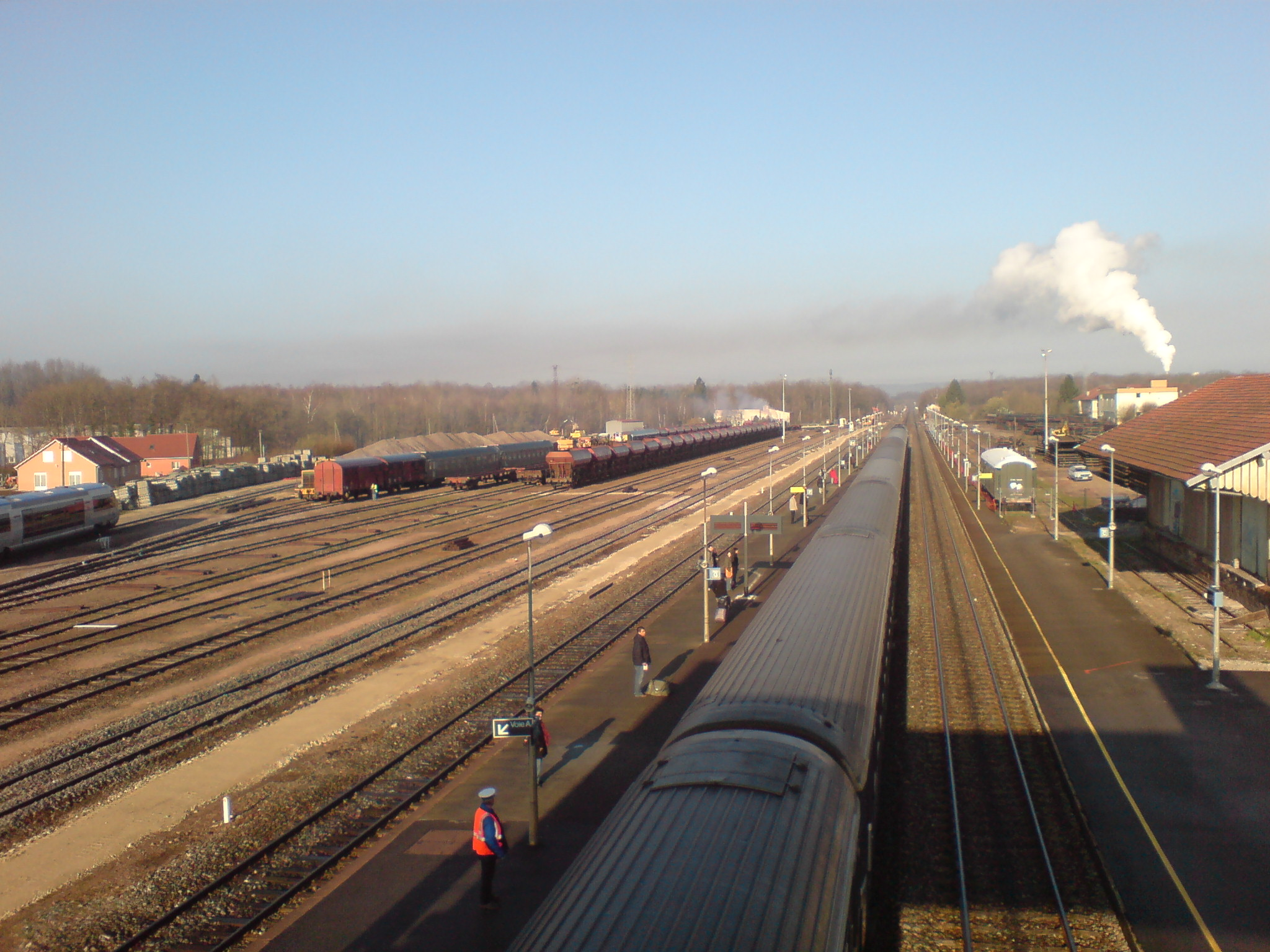
Vue des voies de la gare de Lure.
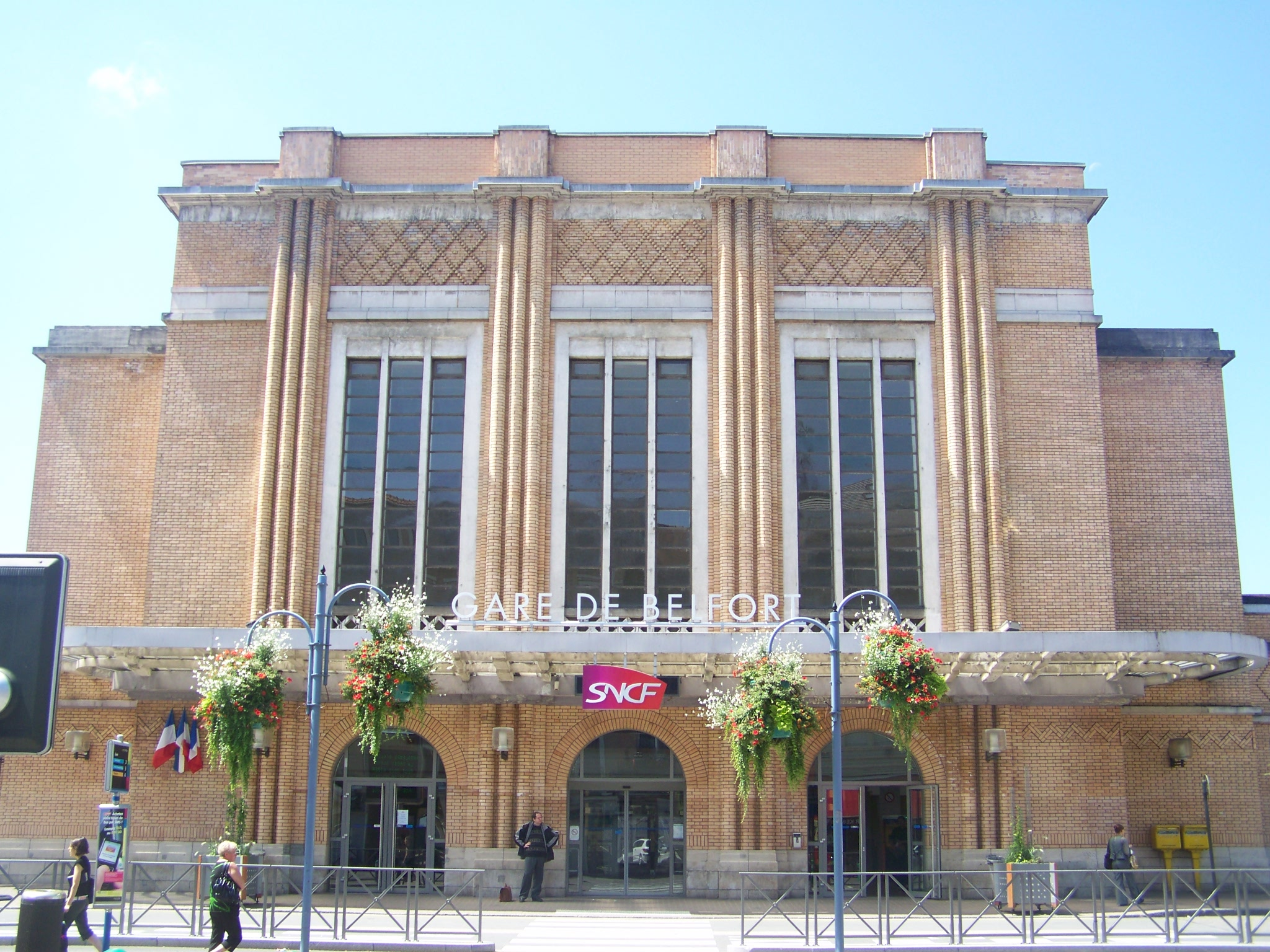
Gare de Belfort.
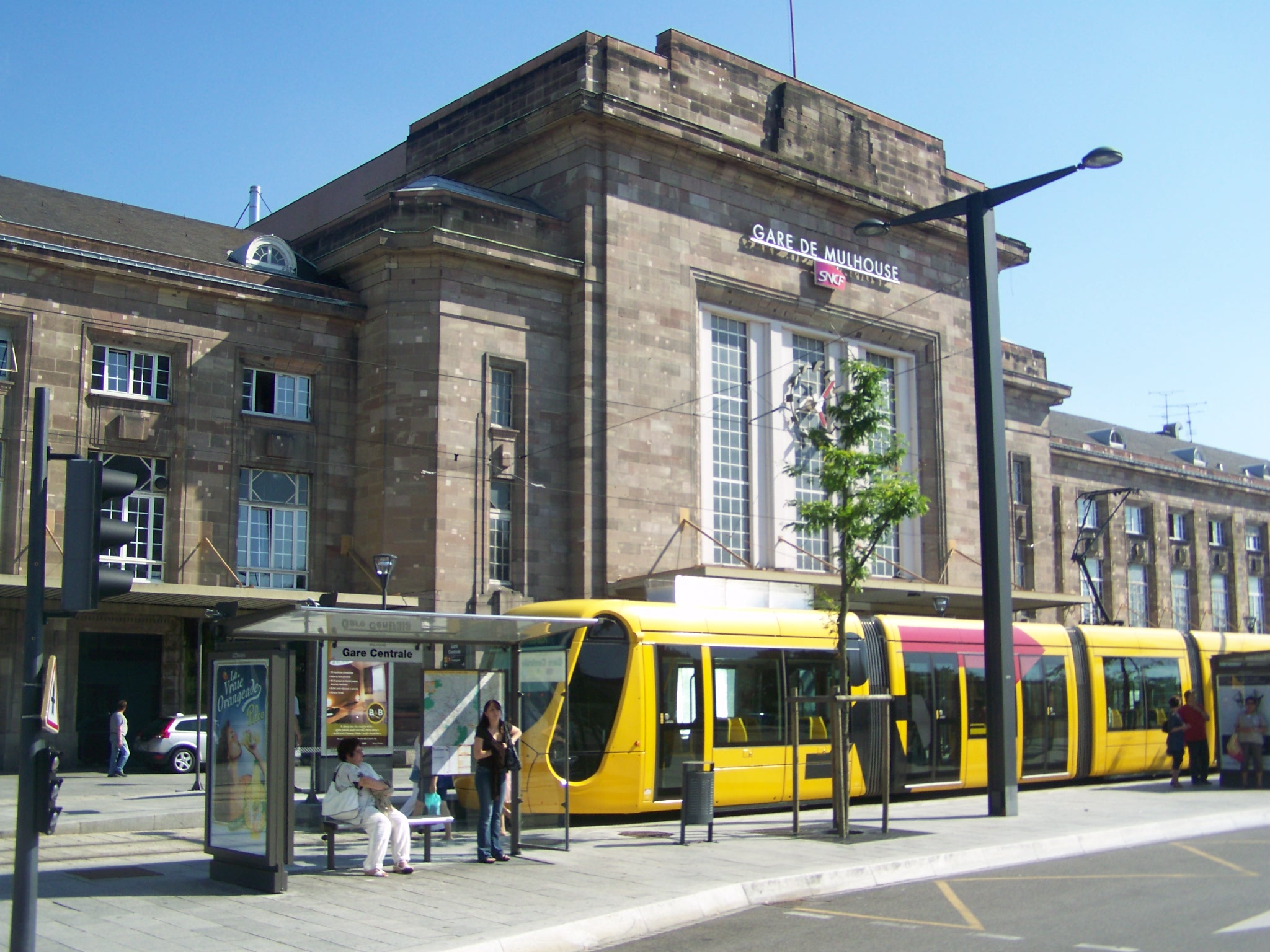
Gare de Mulhouse-Ville.